# Curling nos Jogos Olímpicos de Inverno de 2014 - Feminino

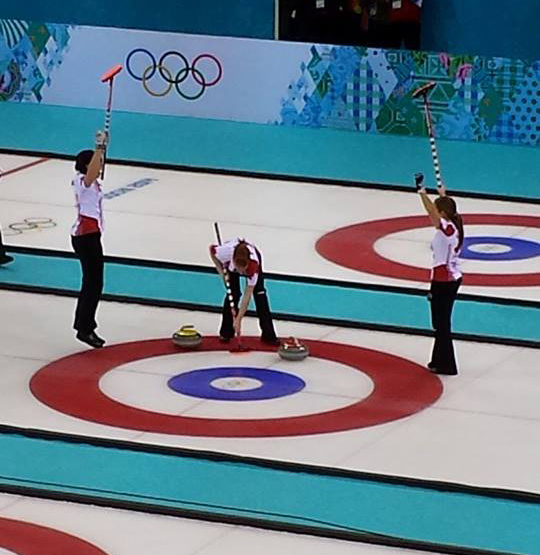
Equipe do Canadá foi a vencedora da medalha de ouro

As competições do curling feminino nos Jogos Olímpicos de Inverno de 2014 ocorreram no Centro de Curling Cubo de Gelo entre 10 e 20 de fevereiro. Dez equipes classificaram-se para o evento, que foi disputado num sistema de todos contra todos na primeira fase, classificando as quatro melhores equipes para a fase final.

## Medalhistas
|  | CAN Canadá                                                         |  | SWE Suécia                                                                                |  | GBR Grã-Bretanha                                                |
|  | Jennifer Jones Kaitlyn Lawes Jill Officer Dawn McEwen Kirsten Wall |  | Maria Prytz Christina Bertrup Maria Wennerström Margaretha Sigfridsson Agnes Knochenhauer |  | Eve Muirhead Anna Sloan Vicki Adams Claire Hamilton Lauren Gray |

## Equipes
| CAN Canadá | CHN China | DEN Dinamarca | GBR Grã-Bretanha | JPN Japão |
| --- | --- | --- | --- | --- |
| St. Vital CC, Winnipeg Capitã: Jennifer Jones Terceira: Kaitlyn Lawes Segunda: Jill Officer Primeira: Dawn McEwen Reserva: Kirsten Wall | Harbin CC, Harbin Capitã: Wang Bingyu Terceira: Liu Yin Segunda: Yue Qingshuang Primeira: Zhou Yan Reserva: Jiang Yilun                              | Hvidovre CC, Hvidovre Capitã: Lene Nielsen Terceira: Helle Simonsen Segunda: Jeanne Ellegaard Primeira: Maria Poulsen Reserva: Mette de Neergaard               | Dunkeld CC, Pitlochry Capitã: Eve Muirhead Terceira: Anna Sloan Segunda: Vicki Adams Primeira: Claire Hamilton Reserva: Lauren Gray | Sapporo CC, Sapporo Capitã: Ayumi Ogasawara Terceira: Yumie Funayama Segunda: Kaho Onodera Primeira: Chinami Yoshida Reserva: Michiko Tomabechi |
| KOR Coreia do Sul | RUS Rússia | SWE Suécia | SUI Suíça | USA Estados Unidos |
| Gyeonjgido CC, Gyeonggi Capitã: Kim Ji-sun Terceira: Lee Seul-bee Segunda: Shin Mi-sung Primeira: Gim Un-chi Reserva: Lee Hyun-jung     | Moskvitch CC, Moscou Capitã: Anna Sidorova Terceira: Margarita Fomina Segunda: Alexandra Saitova Primeira: Ekaterina Galkina Reserva: Nkeiruka Ezekh | Skellefteå CK, Skellefteå Quarta: Maria Prytz Terceira: Christina Bertrup Segunda: Maria Wennerström Capitã: Margaretha Sigfridsson Reserva: Agnes Knochenhauer | Davos CC, Davos Capitã: Mirjam Ott Terceira: Carmen Schäfer Segunda: Carmen Küng Primeira: Janine Greiner Reserva: Alina Pätz       | Madison CC, Madison Capitã: Erika Brown Terceira: Debbie McCormick Segunda: Jessica Schultz Primeira: Ann Swisshelm Reserva: Allison Pottinger  |

## Primeira fase

### Classificação
|  | Equipes classificadas para as semifinais |
|  | Equipes eliminadas na primeira fase      |

| País               | Capitã                 | V | D | PF | PS | EV | EP | EB | ER | Arremesso (%) |
| ------------------ | ---------------------- | - | - | -- | -- | -- | -- | -- | -- | ------------- |
| CAN Canadá         | Jennifer Jones         | 9 | 0 | 72 | 40 | 43 | 27 | 12 | 14 | 86%           |
| SWE Suécia         | Margaretha Sigfridsson | 7 | 2 | 58 | 52 | 37 | 35 | 13 | 7  | 80%           |
| SUI Suíça          | Mirjam Ott             | 5 | 4 | 63 | 60 | 37 | 38 | 13 | 7  | 78%           |
| GBR Grã-Bretanha   | Eve Muirhead           | 5 | 4 | 74 | 58 | 39 | 35 | 8  | 11 | 79%           |
| JPN Japão          | Ayumi Ogasawara        | 4 | 5 | 59 | 67 | 39 | 41 | 4  | 10 | 77%           |
| DEN Dinamarca      | Lene Nielsen           | 4 | 5 | 57 | 55 | 34 | 39 | 11 | 8  | 78%           |
| CHN China          | Wang Bingyu            | 4 | 5 | 58 | 62 | 36 | 38 | 10 | 4  | 81%           |
| KOR Coreia do Sul  | Kim Ji-Sun             | 3 | 6 | 60 | 65 | 35 | 37 | 10 | 6  | 79%           |
| RUS Rússia         | Anna Sidorova          | 3 | 6 | 48 | 55 | 33 | 34 | 19 | 6  | 82%           |
| USA Estados Unidos | Erika Brown            | 1 | 8 | 41 | 75 | 32 | 40 | 8  | 5  | 76%           |

### Resultados
Todas as partidas seguem o horário local (UTC+4).
Primeira rodada
Segunda-feira, 10 de fevereiro, 14:00
| Pista A            | LSFE    | 1 | 2 | 3 | 4 | 5 | 6 | 7 | 8 | 9 | 10 | Final |
| ------------------ | ------- | - | - | - | - | - | - | - | - | - | -- | ----- |
| CHN China (Wang)   |         | 0 | 0 | 0 | 1 | 0 | 1 | 0 | X | X | X  | 2     |
| CAN Canadá (Jones) | Martelo | 0 | 2 | 1 | 0 | 3 | 0 | 3 | X | X | X  | 9     |

| Pista B                    | LSFE    | 1 | 2 | 3 | 4 | 5 | 6 | 7 | 8 | 9 | 10 | Final |
| -------------------------- | ------- | - | - | - | - | - | - | - | - | - | -- | ----- |
| SUI Suíça (Ott)            | Martelo | 0 | 0 | 0 | 3 | 2 | 0 | 0 | 2 | 0 | X  | 7     |
| USA Estados Unidos (Brown) |         | 1 | 0 | 1 | 0 | 0 | 1 | 0 | 0 | 1 | X  | 4     |

| Pista C                     | LSFE    | 1 | 2 | 3 | 4 | 5 | 6 | 7 | 8 | 9 | 10 | Final |
| --------------------------- | ------- | - | - | - | - | - | - | - | - | - | -- | ----- |
| SWE Suécia (Sigfridsson)    |         | 0 | 1 | 2 | 0 | 0 | 0 | 2 | 0 | 1 | X  | 6     |
| GBR Grã-Bretanha (Muirhead) | Martelo | 0 | 0 | 0 | 1 | 1 | 1 | 0 | 1 | 0 | X  | 4     |

| Pista D                 | LSFE    | 1 | 2 | 3 | 4 | 5 | 6 | 7 | 8 | 9 | 10 | Final |
| ----------------------- | ------- | - | - | - | - | - | - | - | - | - | -- | ----- |
| RUS Rússia (Sidorova)   |         | 0 | 0 | 1 | 2 | 1 | 0 | 0 | 0 | 2 | 1  | 7     |
| DEN Dinamarca (Nielsen) | Martelo | 0 | 1 | 0 | 0 | 0 | 1 | 1 | 1 | 0 | 0  | 4     |

Segunda rodada
Treça-feira, 11 de fevereiro, 9:00
| Pista A                 | LSFE    | 1 | 2 | 3 | 4 | 5 | 6 | 7 | 8 | 9 | 10 | Final |
| ----------------------- | ------- | - | - | - | - | - | - | - | - | - | -- | ----- |
| SUI Suíça (Ott)         | Martelo | 1 | 0 | 2 | 0 | 0 | 2 | 0 | 1 | 0 | 1  | 7     |
| DEN Dinamarca (Nielsen) |         | 0 | 1 | 0 | 2 | 0 | 0 | 1 | 0 | 2 | 0  | 6     |

| Pista B                  | LSFE    | 1 | 2 | 3 | 4 | 5 | 6 | 7 | 8 | 9 | 10 | Final |
| ------------------------ | ------- | - | - | - | - | - | - | - | - | - | -- | ----- |
| SWE Suécia (Sigfridsson) |         | 0 | 0 | 1 | 0 | 1 | 0 | 1 | 0 | X | X  | 3     |
| CAN Canadá (Jones)       | Martelo | 0 | 2 | 0 | 2 | 0 | 2 | 0 | 3 | X | X  | 9     |

| Pista C                    | LSFE    | 1 | 2 | 3 | 4 | 5 | 6 | 7 | 8 | 9 | 10 | Final |
| -------------------------- | ------- | - | - | - | - | - | - | - | - | - | -- | ----- |
| RUS Rússia (Sidorova)      |         | 0 | 1 | 0 | 2 | 2 | 0 | 2 | 0 | 2 | X  | 9     |
| USA Estados Unidos (Brown) | Martelo | 1 | 0 | 3 | 0 | 0 | 1 | 0 | 1 | 0 | X  | 6     |

| Pista D                 | LSFE    | 1 | 2 | 3 | 4 | 5 | 6 | 7 | 8 | 9 | 10 | Final |
| ----------------------- | ------- | - | - | - | - | - | - | - | - | - | -- | ----- |
| KOR Coreia do Sul (Kim) |         | 0 | 2 | 0 | 2 | 0 | 3 | 0 | 2 | 1 | 2  | 12    |
| JPN Japão (Ogasawara)   | Martelo | 2 | 0 | 1 | 0 | 2 | 0 | 2 | 0 | 0 | 0  | 7     |

Terceira rodada
Terça-feira, 11 de fevereiro, 19:00
| Pista A                     | LSFE    | 1 | 2 | 3 | 4 | 5 | 6 | 7 | 8 | 9 | 10 | Final |
| --------------------------- | ------- | - | - | - | - | - | - | - | - | - | -- | ----- |
| GBR Grã-Bretanha (Muirhead) |         | 1 | 1 | 0 | 7 | 0 | 3 | X | X | X | X  | 12    |
| USA Estados Unidos (Brown)  | Martelo | 0 | 0 | 1 | 0 | 2 | 0 | X | X | X | X  | 3     |

| Pista B                 | LSFE    | 1 | 2 | 3 | 4 | 5 | 6 | 7 | 8 | 9 | 10 | Final |
| ----------------------- | ------- | - | - | - | - | - | - | - | - | - | -- | ----- |
| KOR Coreia do Sul (Kim) | Martelo | 0 | 1 | 0 | 1 | 0 | 0 | 2 | 0 | 2 | 0  | 6     |
| SUI Suíça (Ott)         |         | 0 | 0 | 0 | 0 | 2 | 3 | 0 | 2 | 0 | 1  | 8     |

| Pista C                 | LSFE    | 1 | 2 | 3 | 4 | 5 | 6 | 7 | 8 | 9 | 10 | Final |
| ----------------------- | ------- | - | - | - | - | - | - | - | - | - | -- | ----- |
| DEN Dinamarca (Nielsen) |         | 0 | 0 | 0 | 0 | 1 | 0 | 2 | 0 | X | X  | 3     |
| JPN Japão (Ogasawara)   | Martelo | 1 | 1 | 2 | 1 | 0 | 1 | 0 | 2 | X | X  | 8     |

| Pista D               | LSFE    | 1 | 2 | 3 | 4 | 5 | 6 | 7 | 8 | 9 | 10 | Final |
| --------------------- | ------- | - | - | - | - | - | - | - | - | - | -- | ----- |
| CHN China (Wang)      | Martelo | 0 | 0 | 1 | 0 | 0 | 2 | 0 | 3 | 0 | 1  | 7     |
| RUS Rússia (Sidorova) |         | 0 | 2 | 0 | 1 | 0 | 0 | 1 | 0 | 1 | 0  | 5     |

Quarta rodada
Quarta-feira, 12 de fevereiro, 14:00
| Pista A               | LSFE    | 1 | 2 | 3 | 4 | 5 | 6 | 7 | 8 | 9 | 10 | Final |
| --------------------- | ------- | - | - | - | - | - | - | - | - | - | -- | ----- |
| JPN Japão (Ogasawara) | Martelo | 0 | 2 | 0 | 0 | 1 | 1 | 1 | 0 | 1 | 2  | 8     |
| RUS Rússia (Sidorova) |         | 0 | 0 | 1 | 1 | 0 | 0 | 0 | 2 | 0 | 0  | 4     |

| Pista B                    | LSFE    | 1 | 2 | 3 | 4 | 5 | 6 | 7 | 8 | 9 | 10 | Final |
| -------------------------- | ------- | - | - | - | - | - | - | - | - | - | -- | ----- |
| USA Estados Unidos (Brown) |         | 1 | 0 | 1 | 0 | 0 | 1 | 0 | 0 | 1 | 0  | 4     |
| CHN China (Wang)           | Martelo | 0 | 1 | 0 | 0 | 2 | 0 | 0 | 2 | 0 | 2  | 7     |

| Pista C                  | LSFE    | 1 | 2 | 3 | 4 | 5 | 6 | 7 | 8 | 9 | 10 | Final |
| ------------------------ | ------- | - | - | - | - | - | - | - | - | - | -- | ----- |
| KOR Coreia do Sul (Kim)  | Martelo | 0 | 1 | 0 | 1 | 0 | 1 | 0 | 0 | 1 | X  | 4     |
| SWE Suécia (Sigfridsson) |         | 0 | 0 | 1 | 0 | 3 | 0 | 1 | 2 | 0 | X  | 7     |

| Pista D                     | LSFE    | 1 | 2 | 3 | 4 | 5 | 6 | 7 | 8 | 9 | 10 | Final |
| --------------------------- | ------- | - | - | - | - | - | - | - | - | - | -- | ----- |
| CAN Canadá (Jones)          |         | 1 | 0 | 2 | 0 | 3 | 0 | 1 | 0 | 1 | 1  | 9     |
| GBR Grã-Bretanha (Muirhead) | Martelo | 0 | 1 | 0 | 2 | 0 | 2 | 0 | 1 | 0 | 0  | 6     |

Quinta rodada
Quinta-feira, 13 de fevereiro, 9:00
| Pista B                 | LSFE    | 1 | 2 | 3 | 4 | 5 | 6 | 7 | 8 | 9 | 10 | Final |
| ----------------------- | ------- | - | - | - | - | - | - | - | - | - | -- | ----- |
| CAN Canadá (Jones)      | Martelo | 1 | 0 | 2 | 1 | 0 | 0 | 1 | 0 | 3 | X  | 8     |
| DEN Dinamarca (Nielsen) |         | 0 | 3 | 0 | 0 | 0 | 0 | 0 | 2 | 0 | X  | 5     |

| Pista C                     | LSFE    | 1 | 2 | 3 | 4 | 5 | 6 | 7 | 8 | 9 | 10 | Final |
| --------------------------- | ------- | - | - | - | - | - | - | - | - | - | -- | ----- |
| CHN China (Wang)            | Martelo | 2 | 0 | 1 | 0 | 1 | 0 | 1 | 0 | 2 | 0  | 7     |
| GBR Grã-Bretanha (Muirhead) |         | 0 | 2 | 0 | 2 | 0 | 2 | 0 | 1 | 0 | 1  | 8     |

| Pista D                  | LSFE    | 1 | 2 | 3 | 4 | 5 | 6 | 7 | 8 | 9 | 10 | Final |
| ------------------------ | ------- | - | - | - | - | - | - | - | - | - | -- | ----- |
| SUI Suíça (Ott)          |         | 0 | 1 | 0 | 2 | 0 | 0 | 3 | 0 | 2 | 0  | 8     |
| SWE Suécia (Sigfridsson) | Martelo | 1 | 0 | 3 | 0 | 3 | 0 | 0 | 1 | 0 | 1  | 9     |

Sexta rodada
Quinta-feira, 13 de fevereiro, 19:00
| Pista A                  | LSFE    | 1 | 2 | 3 | 4 | 5 | 6 | 7 | 8 | 9 | 10 | Final |
| ------------------------ | ------- | - | - | - | - | - | - | - | - | - | -- | ----- |
| SWE Suécia (Sigfridsson) |         | 0 | 0 | 2 | 0 | 1 | 0 | 2 | 0 | 1 | 1  | 7     |
| DEN Dinamarca (Nielsen)  | Martelo | 0 | 2 | 0 | 2 | 0 | 1 | 0 | 1 | 0 | 0  | 6     |

| Pista B                 | LSFE    | 1 | 2 | 3 | 4 | 5 | 6 | 7 | 8 | 9 | 10 | Final |
| ----------------------- | ------- | - | - | - | - | - | - | - | - | - | -- | ----- |
| RUS Rússia (Sidorova)   | Martelo | 1 | 0 | 1 | 0 | 1 | 0 | 0 | 1 | 0 | X  | 4     |
| KOR Coreia do Sul (Kim) |         | 0 | 2 | 0 | 2 | 0 | 0 | 3 | 0 | 1 | X  | 8     |

| Pista C            | LSFE    | 1 | 2 | 3 | 4 | 5 | 6 | 7 | 8 | 9 | 10 | Final |
| ------------------ | ------- | - | - | - | - | - | - | - | - | - | -- | ----- |
| SUI Suíça (Ott)    |         | 0 | 0 | 0 | 2 | 0 | 0 | 1 | 2 | 0 | X  | 5     |
| CAN Canadá (Jones) | Martelo | 0 | 1 | 1 | 0 | 2 | 1 | 0 | 0 | 3 | X  | 8     |

| Pista D                    | LSFE    | 1 | 2 | 3 | 4 | 5 | 6 | 7 | 8 | 9 | 10 | Final |
| -------------------------- | ------- | - | - | - | - | - | - | - | - | - | -- | ----- |
| JPN Japão (Ogasawara)      | Martelo | 0 | 2 | 0 | 0 | 1 | 0 | 1 | 0 | 2 | 0  | 6     |
| USA Estados Unidos (Brown) |         | 1 | 0 | 1 | 2 | 0 | 1 | 0 | 2 | 0 | 1  | 8     |

Sétima rodada
Sexta-feira, 14 de fevereiro, 14:00
| Pista A                 | LSFE    | 1 | 2 | 3 | 4 | 5 | 6 | 7 | 8 | 9 | 10 | Final |
| ----------------------- | ------- | - | - | - | - | - | - | - | - | - | -- | ----- |
| KOR Coreia do Sul (Kim) |         | 0 | 0 | 2 | 0 | 0 | 1 | 0 | 0 | X | X  | 3     |
| CHN China (Wang)        | Martelo | 0 | 3 | 0 | 0 | 3 | 0 | 3 | 2 | X | X  | 11    |

| Pista B                     | LSFE    | 1 | 2 | 3 | 4 | 5 | 6 | 7 | 8 | 9 | 10 | Final |
| --------------------------- | ------- | - | - | - | - | - | - | - | - | - | -- | ----- |
| GBR Grã-Bretanha (Muirhead) | Martelo | 2 | 0 | 2 | 1 | 0 | 2 | 5 | X | X | X  | 12    |
| JPN Japão (Ogasawara)       |         | 0 | 2 | 0 | 0 | 1 | 0 | 0 | X | X | X  | 3     |

| Pista C                    | LSFE    | 1 | 2 | 3 | 4 | 5 | 6 | 7 | 8 | 9 | 10 | Final |
| -------------------------- | ------- | - | - | - | - | - | - | - | - | - | -- | ----- |
| USA Estados Unidos (Brown) |         | 0 | 0 | 1 | 0 | 1 | 0 | 0 | 0 | X | X  | 2     |
| DEN Dinamarca (Nielsen)    | Martelo | 0 | 2 | 0 | 2 | 0 | 2 | 2 | 1 | X | X  | 9     |

| Pista D               | LSFE    | 1 | 2 | 3 | 4 | 5 | 6 | 7 | 8 | 9 | 10 | Final |
| --------------------- | ------- | - | - | - | - | - | - | - | - | - | -- | ----- |
| RUS Rússia (Sidorova) |         | 0 | 2 | 0 | 0 | 0 | 2 | 0 | 0 | 2 | X  | 6     |
| SUI Suíça (Ott)       | Martelo | 1 | 0 | 0 | 1 | 0 | 0 | 0 | 1 | 0 | X  | 3     |

Oitava rodada
Sábado, 15 de fevereiro, 9:00
| Pista A               | LSFE    | 1 | 2 | 3 | 4 | 5 | 6 | 7 | 8 | 9 | 10 | Final |
| --------------------- | ------- | - | - | - | - | - | - | - | - | - | -- | ----- |
| CAN Canadá (Jones)    | Martelo | 2 | 0 | 2 | 0 | 0 | 0 | 2 | 1 | 0 | 1  | 8     |
| JPN Japão (Ogasawara) |         | 0 | 2 | 0 | 2 | 1 | 0 | 0 | 0 | 1 | 0  | 6     |

| Pista B                  | LSFE    | 1 | 2 | 3 | 4 | 5 | 6 | 7 | 8 | 9 | 10 | Final |
| ------------------------ | ------- | - | - | - | - | - | - | - | - | - | -- | ----- |
| CHN China (Wang)         | Martelo | 0 | 2 | 1 | 0 | 0 | 2 | 0 | 1 | 0 | 1  | 7     |
| SWE Suécia (Sigfridsson) |         | 0 | 0 | 0 | 1 | 1 | 0 | 2 | 0 | 2 | 0  | 6     |

| Pista D                     | LSFE    | 1 | 2 | 3 | 4 | 5 | 6 | 7 | 8 | 9 | 10 | Final |
| --------------------------- | ------- | - | - | - | - | - | - | - | - | - | -- | ----- |
| GBR Grã-Bretanha (Muirhead) |         | 0 | 3 | 0 | 1 | 1 | 0 | 2 | 0 | 0 | 3  | 10    |
| KOR Coreia do Sul (Kim)     | Martelo | 2 | 0 | 0 | 0 | 0 | 2 | 0 | 2 | 2 | 0  | 8     |

Nona rodada
Sábado, 15 de fevereiro, 19:00
| Pista A                    | LSFE    | 1 | 2 | 3 | 4 | 5 | 6 | 7 | 8 | 9 | 10 | Final |
| -------------------------- | ------- | - | - | - | - | - | - | - | - | - | -- | ----- |
| USA Estados Unidos (Brown) | Martelo | 1 | 0 | 1 | 0 | 2 | 0 | 0 | 2 | 0 | 0  | 6     |
| SWE Suécia (Sigfridsson)   |         | 0 | 1 | 0 | 2 | 0 | 2 | 0 | 0 | 0 | 2  | 7     |

| Pista B               | LSFE    | 1 | 2 | 3 | 4 | 5 | 6 | 7 | 8 | 9 | 10 | Final |
| --------------------- | ------- | - | - | - | - | - | - | - | - | - | -- | ----- |
| CAN Canadá (Jones)    |         | 0 | 0 | 3 | 0 | 2 | 0 | 0 | 0 | 0 | X  | 5     |
| RUS Rússia (Sidorova) | Martelo | 0 | 1 | 0 | 1 | 0 | 0 | 0 | 0 | 1 | X  | 3     |

| Pista C                     | LSFE    | 1 | 2 | 3 | 4 | 5 | 6 | 7 | 8 | 9 | 10 | Final |
| --------------------------- | ------- | - | - | - | - | - | - | - | - | - | -- | ----- |
| GBR Grã-Bretanha (Muirhead) |         | 1 | 0 | 0 | 0 | 1 | 0 | 2 | 0 | 2 | 0  | 6     |
| SUI Suíça (Ott)             | Martelo | 0 | 2 | 1 | 0 | 0 | 3 | 0 | 1 | 0 | 1  | 8     |

| Pista D                 | LSFE    | 1 | 2 | 3 | 4 | 5 | 6 | 7 | 8 | 9 | 10 | Final |
| ----------------------- | ------- | - | - | - | - | - | - | - | - | - | -- | ----- |
| DEN Dinamarca (Nielsen) |         | 0 | 2 | 0 | 1 | 2 | 0 | 0 | 0 | 3 | 1  | 9     |
| CHN China (Wang)        | Martelo | 2 | 0 | 2 | 0 | 0 | 1 | 0 | 1 | 0 | 0  | 6     |

Décima rodada
Domingo, 16 de fevereiro, 14:00
| Pista A                 | LSFE    | 1 | 2 | 3 | 4 | 5 | 6 | 7 | 8 | 9 | 10 | Final |
| ----------------------- | ------- | - | - | - | - | - | - | - | - | - | -- | ----- |
| DEN Dinamarca (Nielsen) |         | 0 | 0 | 0 | 1 | 0 | 2 | 3 | 0 | 1 | 0  | 7     |
| KOR Coreia do Sul (Kim) | Martelo | 0 | 1 | 0 | 0 | 1 | 0 | 0 | 1 | 0 | 1  | 4     |

| Pista B               | LSFE    | 1 | 2 | 3 | 4 | 5 | 6 | 7 | 8 | 9 | 10 | 11 | Final |
| --------------------- | ------- | - | - | - | - | - | - | - | - | - | -- | -- | ----- |
| JPN Japão (Ogasawara) |         | 0 | 0 | 2 | 1 | 2 | 0 | 2 | 0 | 0 | 0  | 2  | 9     |
| SUI Suíça (Ott)       | Martelo | 1 | 1 | 0 | 0 | 0 | 3 | 0 | 0 | 1 | 1  | 0  | 7     |

| Pista C                  | LSFE    | 1 | 2 | 3 | 4 | 5 | 6 | 7 | 8 | 9 | 10 | Final |
| ------------------------ | ------- | - | - | - | - | - | - | - | - | - | -- | ----- |
| SWE Suécia (Sigfridsson) |         | 0 | 0 | 0 | 2 | 0 | 0 | 0 | 1 | 0 | 2  | 5     |
| RUS Rússia (Sidorova)    | Martelo | 0 | 0 | 2 | 0 | 0 | 1 | 0 | 0 | 1 | 0  | 4     |

| Pista D                    | LSFE    | 1 | 2 | 3 | 4 | 5 | 6 | 7 | 8 | 9 | 10 | 11 | Final |
| -------------------------- | ------- | - | - | - | - | - | - | - | - | - | -- | -- | ----- |
| USA Estados Unidos (Brown) |         | 0 | 0 | 3 | 0 | 1 | 0 | 0 | 1 | 0 | 1  | 0  | 6     |
| CAN Canadá (Jones)         | Martelo | 2 | 1 | 0 | 1 | 0 | 1 | 1 | 0 | 0 | 0  | 1  | 7     |

Décima primeira rodada
Segunda-feira, 17 de fevereiro, 9:00
| Pista A                     | LSFE    | 1 | 2 | 3 | 4 | 5 | 6 | 7 | 8 | 9 | 10 | Final |
| --------------------------- | ------- | - | - | - | - | - | - | - | - | - | -- | ----- |
| RUS Rússia (Sidorova)       |         | 0 | 0 | 2 | 0 | 0 | 1 | 0 | 0 | 3 | 0  | 6     |
| GBR Grã-Bretanha (Muirhead) | Martelo | 0 | 1 | 0 | 2 | 0 | 0 | 0 | 4 | 0 | 2  | 9     |

| Pista B                    | LSFE    | 1 | 2 | 3 | 4 | 5 | 6 | 7 | 8 | 9 | 10 | Final |
| -------------------------- | ------- | - | - | - | - | - | - | - | - | - | -- | ----- |
| KOR Coreia do Sul (Kim)    | Martelo | 4 | 1 | 0 | 2 | 2 | 0 | 2 | X | X | X  | 11    |
| USA Estados Unidos (Brown) |         | 0 | 0 | 1 | 0 | 0 | 1 | 0 | X | X | X  | 2     |

| Pista C               | LSFE    | 1 | 2 | 3 | 4 | 5 | 6 | 7 | 8 | 9 | 10 | Final |
| --------------------- | ------- | - | - | - | - | - | - | - | - | - | -- | ----- |
| JPN Japão (Ogasawara) | Martelo | 2 | 0 | 1 | 0 | 2 | 0 | 1 | 0 | 2 | X  | 8     |
| CHN China (Wang)      |         | 0 | 2 | 0 | 1 | 0 | 1 | 0 | 1 | 0 | X  | 5     |

Décima segunda rodada
Segunda-feira, 17 de fevereiro, 19:00
| Pista A          | LSFE    | 1 | 2 | 3 | 4 | 5 | 6 | 7 | 8 | 9 | 10 | Final |
| ---------------- | ------- | - | - | - | - | - | - | - | - | - | -- | ----- |
| CHN China (Wang) |         | 0 | 0 | 2 | 1 | 0 | 1 | 0 | 0 | 2 | 0  | 6     |
| SUI Suíça (Ott)  | Martelo | 1 | 3 | 0 | 0 | 2 | 0 | 0 | 3 | 0 | 1  | 10    |

| Pista B                     | LSFE    | 1 | 2 | 3 | 4 | 5 | 6 | 7 | 8 | 9 | 10 | 11 | Final |
| --------------------------- | ------- | - | - | - | - | - | - | - | - | - | -- | -- | ----- |
| DEN Dinamarca (Nielsen)     |         | 2 | 0 | 0 | 0 | 0 | 2 | 0 | 0 | 0 | 3  | 1  | 8     |
| GBR Grã-Bretanha (Muirhead) | Martelo | 0 | 0 | 1 | 2 | 0 | 0 | 3 | 1 | 0 | 0  | 0  | 7     |

| Pista C                 | LSFE    | 1 | 2 | 3 | 4 | 5 | 6 | 7 | 8 | 9 | 10 | Final |
| ----------------------- | ------- | - | - | - | - | - | - | - | - | - | -- | ----- |
| CAN Canadá (Jones)      |         | 0 | 1 | 0 | 2 | 1 | 0 | 1 | 2 | 2 | X  | 9     |
| KOR Coreia do Sul (Kim) | Martelo | 2 | 0 | 2 | 0 | 0 | 0 | 0 | 0 | 0 | X  | 4     |

| Pista D                  | LSFE    | 1 | 2 | 3 | 4 | 5 | 6 | 7 | 8 | 9 | 10 | Final |
| ------------------------ | ------- | - | - | - | - | - | - | - | - | - | -- | ----- |
| SWE Suécia (Sigfridsson) | Martelo | 0 | 2 | 0 | 2 | 1 | 0 | 0 | 2 | 1 | X  | 8     |
| JPN Japão (Ogasawara)    |         | 0 | 0 | 2 | 0 | 0 | 1 | 1 | 0 | 0 | X  | 4     |

## Fase final
|  | Semifinal              | Semifinal              |   |                        | Final                     | Final |  |
|  |                        |                        |   |                        |                           |       |  |
|  | 19 de fevereiro, 14:00 |                        |   |                        |                           |       |  |
|  | CAN Canadá             | 6                      |   |                        |                           |       |  |
|  | GBR Grã-Bretanha       | 4                      |   |                        |                           |       |  |
|  |                        |                        |   |                        |                           |       |  |
|  |                        |                        |   |                        | 20 de fevereiro, 17:30    |       |  |
|  |                        |                        |   |                        | CAN Canadá                | 6     |  |
|  |                        | SWE Suécia             | 3 |                        |                           |       |  |
|  |                        |                        |   |                        |                           |       |  |
|  |                        |                        |   |                        |                           |       |  |
|  |                        |                        |   |                        | Disputa do terceiro lugar |       |  |
|  | 19 de fevereiro, 14:00 | 19 de fevereiro, 14:00 |   | 20 de fevereiro, 12:30 | 20 de fevereiro, 12:30    |       |  |
|  | SWE Suécia             | 7                      |   | GBR Grã-Bretanha       | 6                         |       |  |
|  | SUI Suíça              | 5                      |   |                        | SUI Suíça                 | 5     |  |

### Semifinais
Quarta-feira, 19 de fevereiro, 14:00
| Equipes                     | LSFE    | 1 | 2 | 3 | 4 | 5 | 6 | 7 | 8 | 9 | 10 | Final |
| --------------------------- | ------- | - | - | - | - | - | - | - | - | - | -- | ----- |
| GBR Grã-Bretanha (Muirhead) |         | 0 | 0 | 2 | 0 | 1 | 0 | 0 | 0 | 1 | 0  | 4     |
| CAN Canadá (Jones)          | Martelo | 2 | 1 | 0 | 1 | 0 | 1 | 0 | 0 | 0 | 1  | 6     |

| Equipes                  | LSFE    | 1 | 2 | 3 | 4 | 5 | 6 | 7 | 8 | 9 | 10 | Final |
| ------------------------ | ------- | - | - | - | - | - | - | - | - | - | -- | ----- |
| SWE Suécia (Sigfridsson) | Martelo | 1 | 0 | 2 | 0 | 0 | 0 | 1 | 0 | 2 | 1  | 7     |
| SUI Suíça (Ott)          |         | 0 | 2 | 0 | 0 | 1 | 0 | 0 | 2 | 0 | 0  | 5     |

### Disputa do terceiro lugar
Quinta-feira, 20 de fevereiro, 12:30
| Equipes                     | LSFE    | 1 | 2 | 3 | 4 | 5 | 6 | 7 | 8 | 9 | 10 | Final |
| --------------------------- | ------- | - | - | - | - | - | - | - | - | - | -- | ----- |
| GBR Grã-Bretanha (Muirhead) |         | 0 | 0 | 1 | 0 | 2 | 0 | 0 | 2 | 0 | 1  | 6     |
| SUI Suíça (Ott)             | Martelo | 0 | 2 | 0 | 1 | 0 | 1 | 0 | 0 | 1 | 0  | 5     |

### Final
Quinta-feira, 20 de fevereiro, 17:30
| Equipes                  | LSFE    | 1 | 2 | 3 | 4 | 5 | 6 | 7 | 8 | 9 | 10 | Final |
| ------------------------ | ------- | - | - | - | - | - | - | - | - | - | -- | ----- |
| SWE Suécia (Sigfridsson) |         | 0 | 1 | 0 | 0 | 2 | 0 | 0 | 0 | 0 | X  | 3     |
| CAN Canadá (Jones)       | Martelo | 1 | 0 | 0 | 2 | 0 | 0 | 0 | 1 | 2 | X  | 6     |